# Radosław Żabski
Radosław Żabski (ur. 28 kwietnia 1973 we Wrocławiu) – polski piłkarz, grający na pozycji napastnika.

## Kariera
Jest wychowankiem Śląska Wrocław. W 1991 roku został graczem pierwszej drużyny, grającej ówcześnie w I lidze. Do 1993 roku rozegrał w niej 21 meczów ligowych. Na początku 1994 roku został piłkarzem austriackiego Schwarz-Weiß Bregenz. W klubie tym występował do 1996 roku. Następnie przeszedł do Ślęzy Wrocław, gdzie jednak nie znajdował się w kadrze pierwszego zespołu. Po okresie gry w klubach szwajcarskich, belgijskich i niemieckich w 2000 wrócił do Polski, zostając zawodnikiem Inkopaxu Wrocław. W sezonie 2002/2003 występował w Polarze Wrocław. Pod koniec kariery występował w klubach niższych lig: Gawinie Królewska Wola, Sokole Marcinkowice, Pumie Pietrzykowice i Odrze Wrocław.
Ukończył fizjoterapię na Akademii Medycznej we Wrocławiu. Po ukończeniu studiów pracował w Pogoni Oleśnica i Sokole Wielka Lipa. W 2017 roku został fizjoterapeutą Śląska Wrocław.

## Statystyki ligowe
| Sezon         | Klub                 | Liga           | Mecze | Gole |
| ------------- | -------------------- | -------------- | ----- | ---- |
| 1991/1992     | Śląsk Wrocław        | I liga         | 16    | 1    |
| 1992/1993     | Śląsk Wrocław        | I liga         | 5     | 0    |
| 1993/1994 (j) | Śląsk Wrocław        | II liga        | 0     | 0    |
| 1993/1994 (w) | Schwarz-Weiß Bregenz | Regionalliga   | ?     | ?    |
| 1994/1995     | Schwarz-Weiß Bregenz | Regionalliga   | ?     | ?    |
| 1995/1996 (j) | Schwarz-Weiß Bregenz | Regionalliga   | ?     | ?    |
| 1995/1996 (w) | Ślęza Wrocław        | II liga        | 0     | 0    |
| 1999/2000 (j) | KSV Roeselare        | Tweede klasse  | ?     | ?    |
| 1999/2000 (w) | Holstein Kiel        | Regionalliga   | ?     | ?    |
| 2000/2001     | Inkopax Wrocław      | III liga       | ?     | ?    |
| 2001/2002     | Inkopax Wrocław      | III liga       | ?     | ?    |
| 2002/2003     | Polar Wrocław        | II liga        | 17    | 1    |
| 2003/2004 (j) | Gawin Królewska Wola | IV liga        | ?     | ?    |
| 2003/2004 (w) | Sokół Marcinkowice   | klasa okręgowa | ?     | ?    |
| 2004/2005 (j) | Sokół Marcinkowice   | klasa okręgowa | ?     | ?    |
| 2004/2005 (w) | Puma Pietrzykowice   | klasa okręgowa | ?     | ?    |
| 2005/2006 (j) | Puma Pietrzykowice   | klasa okręgowa | ?     | ?    |
| 2005/2006     | WKP Odra Wrocław     | klasa B        | ?     | ?    |
| 2006/2007 (j) | WKP Odra Wrocław     | klasa A        | ?     | ?    |